# Smorawina
Smorawina (deutsch Schmorow) ist ein Dorf in der Woiwodschaft Westpommern in Polen. Es gehört zur Gmina Radowo Małe (Gemeinde Klein Raddow)  im Powiat Łobeski (Labeser Kreis).

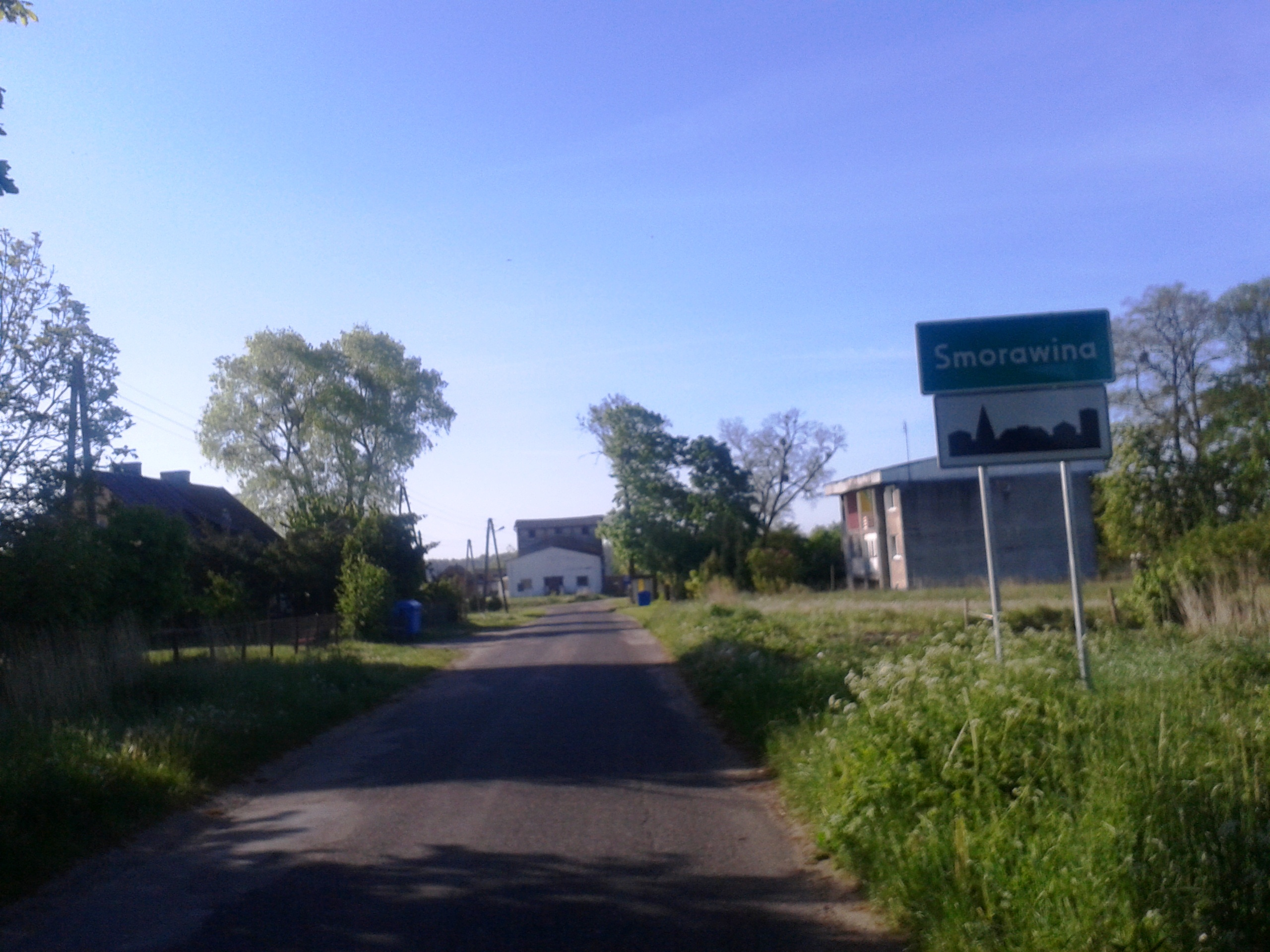
Ortseingang (2015)

## Geographische Lage
Das Dorf liegt in Hinterpommern, etwa 70 Kilometer nordöstlich von Stettin und etwa 7 Kilometer nordwestlich der Kreisstadt Labes. Knapp 2 Kilometer südlich des Dorfes verläuft in Ost-West-Richtung die Woiwodschaftsstraße 147.

## Geschichte
Ab dem 19. Jahrhundert bildete Schmorow einen politischen Gutsbezirk, der im Jahre 1910 118 Einwohner zählte.
Später wurde Schmorow in das benachbarte Karnitz eingemeindet und gehörte mit der Gemeinde Karnitz bis 1945 zum Kreis Regenwalde der preußischen Provinz Pommern.
Nach dem Zweiten Weltkrieg kam Schmorow, wie ganz Hinterpommern, an Polen. Die Bevölkerung wurde durch Polen ersetzt. Der Ortsname wurde zu „Smorawina“ polonisiert. Heute liegt das Dorf in der polnischen Gmina Radowo Małe (Gemeinde Klein Raddow), in der es ein eigenes Schulzenamt bildet.